# Yudai Yamashita
Yudai Yamashita (japanisch 山下 雄大 Yamashita Yudai; * 23. August 2000 in der Präfektur Chiba) ist ein japanischer Fußballspieler.

## Karriere
Yudai Yamashita erlernte das Fußballspielen in der Jugendmannschaft des Erstligisten Kashiwa Reysol sowie in der Universitätsmannschaft der Waseda-Universität. Seinen ersten Vertrag unterschrieb er am 1. Februar 2023 bei Tokushima Vortis. Der Verein aus Tokushima, einer Stadt in der gleichnamigen Präfektur, spielt in der zweiten japanischen Liga. Sein Zweitligadebüt gab Yudai Yamashita am 19. Februar 2023 (1. Spieltag) im Heimspiel gegen Ōita Trinita. Bei der 1:2-Heimniederlage wurde er in der 83. Minute für Taiki Tamukai eingewechselt. In seiner ersten Profisaison bestritt er fünf Ligaspiele. Die Saison 2024 wurde er an den Viertligisten Reilac Shiga ausgeliehen. Hier bestritt er elf Ligaspiele. Nach der Ausleihe kehrte er im Januar 2025 zu Vortis zurück.